# 周華健少年俠客/少年的奇幻之旅巡迴演唱會
周華健少年俠客/少年的奇幻之旅巡迴演唱會是歌手周華健由2020年2月15日開始的巡迴演唱會。2020年2月15、16日，分別於台北和台中舉辦《少年的奇幻之旅》演唱會。2021年4月10日開展《少年俠客》系列演唱會。其後受新冠疫情影響暫停巡演，於2023年復演。至2025年8月止，已舉辦超過80場。系列演唱會分為四個子系列，分別為少年俠客、少年的奇幻之旅、陽光依舊燦爛 Wakin Together及少年的奇幻之旅3.0。

## 巡迴場次
| 場次 | 日期                     | 城市/國家                      | 場館                                   | 演唱會名稱／附註                       |
| ---- | ------------------------ | ------------------------------ | -------------------------------------- | -------------------------------------- |
| 1    | 2020年2月15日            | 台北                           | 台北 永豐 Legacy Taipei 音樂展演空間   | 少年的奇幻之旅                         |
| 2    | 2020年2月16日            | 台中                           | 台中 Legacy Taichung 音樂展演空間      | 少年的奇幻之旅                         |
| 3    | 2021年4月10日            | 台北                           | 台北小巨蛋                             | 少年俠客                               |
| 4    | 2021年5月8日             | 高雄                           | 高雄巨蛋                               | 少年俠客                               |
| 5    | 2022年9月2日             | Temecula, California, USA      | Pechanga Resort Casino                 | 陽光依舊燦爛 Wakin Together            |
| 6    | 2022年9月4日             | Reno, Nevada, USA              | Reno Event Center                      | 陽光依舊燦爛 Wakin Together            |
| 7    | 2022年9月11日            | Atlantic City, New Jersey, USA | Tropicana Atlantic City                | 陽光依舊燦爛 Wakin Together            |
| 8    | 2023年3月23日            | 台北                           | 台北華山Legacy                         | 華健擺攤Bide Time：今夜沒朋友          |
| 9    | 2023年3月24日            | 台北                           | 台北華山Legacy                         | 華健擺攤Bide Time：今夜沒朋友          |
| 10   | 2023年4月29日            | 澳門                           | 威尼斯人劇場                           | 陽光依舊燦爛 Wakin Together (私人場次) |
| 11   | 2023年4月30日            | 澳門                           | 威尼斯人劇場                           | 陽光依舊燦爛 Wakin Together (私人場次) |
| 12   | 2023年5月20日            | 新加坡                         | 新加坡室內體育館                       | 少年俠客                               |
| 13   | 2023年9月2日             | 北京                           | 凱迪拉克中心                           | 少年俠客                               |
| 14   | 2023年9月9日             | 馬來西亞吉隆坡                 | 亞通體育館                             | 少年俠客                               |
| 15   | 2023年9月10日 (加場)     | 馬來西亞吉隆坡                 | 亞通體育館                             | 少年俠客                               |
| 16   | 2023年10月14日           | 深圳                           | 深圳灣體育中心春繭體育館               | 少年俠客                               |
| 17   | 2023年10月21日           | 濟南                           | 濟南奧林匹克體育中心東荷體育館         | 少年俠客                               |
| 18   | 2023年11月4日            | 哈爾濱                         | 哈爾濱國際會展體育中心體育館           | 少年俠客                               |
| 19   | 2023年12月15日           | 上海                           | 上海浦發銀行東方體育中心               | 少年俠客                               |
| 20   | 2023年12月16日           | 上海                           | 上海浦發銀行東方體育中心               | 少年俠客                               |
| 21   | 2024年4月6日             | New York City, New York, USA   | Kings Theatre Brooklyn                 | 少年的奇幻之旅                         |
| 22   | 2024年4月12日            | Las Vegas, Nevada, USA         | Wynn Las Vegas Encore Theater          | 少年的奇幻之旅                         |
| 23   | 2024年4月13日            | Las Vegas, Nevada, USA         | Wynn Las Vegas Encore Theater          | 少年的奇幻之旅                         |
| 24   | 2024年4月20日            | San Francisco, California, USA | Thunder Valley Casino Resort           | 少年的奇幻之旅                         |
| 25   | 2024年5月1日             | 大連                           | 大連體育中心體育館                     | 少年俠客                               |
| 26   | 2024年5月10日            | 澳門                           | 倫敦人綜藝館                           | 少年的奇幻之旅                         |
| 27   | 2024年5月11日            | 澳門                           | 倫敦人綜藝館                           | 少年的奇幻之旅                         |
| 28   | 2024年5月18日            | 蘇州                           | 蘇州奧林匹克體育中心體育館             | 少年俠客                               |
| 29   | 2024年5月19日            | 蘇州                           | 蘇州奧林匹克體育中心體育館             | 少年俠客                               |
| 30   | 2024年5月25日            | 武漢                           | 武漢光谷國際網球中心中央球館           | 少年俠客                               |
| 31   | 2024年6月1日             | 泉州                           | 晉江市第二體育中心體育館               | 少年俠客                               |
| 32   | 2024年6月15日            | 新加坡                         | 濱海灣金沙                             | 少年的奇幻之旅 (私人場次)              |
| 33   | 2024年6月16日            | 新加坡                         | 濱海灣金沙                             | 少年的奇幻之旅 (私人場次)              |
| 34   | 2024年6月29日            | 西安                           | 西安奧體中心體育館                     | 少年俠客                               |
| 35   | 2024年7月5日 (加場)      | 太原                           | 山西體育中心體育館                     | 少年俠客                               |
| 36   | 2024年7月6日             | 太原                           | 山西體育中心體育館                     | 少年俠客                               |
| 37   | 2024年7月20日            | 成都                           | 東安湖體育公園多功能體育館             | 少年俠客                               |
| 38   | 2024年8月10日            | 南昌                           | 南昌國際體育中心體育館                 | 少年俠客                               |
| 39   | 2024年8月16日 (加場)     | 南京                           | 南京奧林匹克體育中心體育館             | 少年俠客                               |
| 40   | 2024年8月17日            | 南京                           | 南京奧林匹克體育中心體育館             | 少年俠客                               |
| 41   | 2024年8月24日            | 長春                           | 長春體育館中心五環體育館               | 少年俠客                               |
| 42   | 2024年8月25日 (加場)     | 長春                           | 長春體育館中心五環體育館               | 少年俠客                               |
| 43   | 2024年8月31日            | 鄭州                           | 鄭州奧林匹克體育中心體育館             | 少年俠客                               |
| 44   | 2024年9月7日             | 廣州                           | 寶能廣州國際體育演藝中心               | 少年俠客                               |
| 45   | 2024年9月14日 (加場)     | 杭州                           | 杭州奧林匹克體育中心體育館             | 少年俠客                               |
| 46   | 2024年9月15日            | 杭州                           | 杭州奧林匹克體育中心體育館             | 少年俠客                               |
| 47   | 2024年9月21日            | 青島                           | 青島體育中心國信體育館                 | 少年俠客                               |
| 48   | 2024年10月3日            | 合肥                           | 少荃體育中心體育館                     | 少年俠客                               |
| 49   | 2024年10月7日            | 日本東京                       | 日本東京武道館 Nippon Budokan          | 少年的奇幻之旅                         |
| 50   | 2024年10月19日           | 重慶                           | 華熙LIVE·魚洞文體中心                  | 少年俠客                               |
| 51   | 2024年10月26日           | 南寧                           | 廣西體育中心體育館                     | 少年俠客                               |
| 52   | 2024年11月16日           | 寧波                           | 寧波奧體中心體育館                     | 少年俠客                               |
| 53   | 2024年11月23日           | 廈門                           | 廈門奧林匹克體育中心鳳凰體育館         | 少年俠客                               |
| 54   | 2024年11月29日           | 上海                           | 上海浦發銀行東方體育中心               | 少年俠客 (返場)                        |
| 55   | 2024年11月30日           | 上海                           | 上海浦發銀行東方體育中心               | 少年俠客 (返場)                        |
| 56   | 2024年12月1日 (加場)     | 上海                           | 上海浦發銀行東方體育中心               | 少年俠客 (返場)                        |
| 57   | 2024年12月14日           | 北京                           | 華熙live 五棵松體育館                  | 少年俠客 (返場)                        |
| 58   | 2024年12月15日           | 北京                           | 華熙live 五棵松體育館                  | 少年俠客 (返場)                        |
| 59   | 2024年12月16日 (加場)    | 北京                           | 華熙live 五棵松體育館                  | 少年俠客 (返場)                        |
| 60   | 2025年1月4日             | 馬來西亞雲頂                   | 雲頂星劇場                             | 少年的奇幻之旅 (私人場次)              |
| 61   | 2025年3月22日            | 深圳                           | 大運體育中心體育館                     | 少年俠客 (返場)，內地最終場            |
| 62   | 2025年3月23日 (加場)     | 深圳                           | 大運體育中心體育館                     | 少年俠客 (返場)，內地最終場            |
| 63   | 2025年4月12日            | 長沙                           | 湖南國際會展中心 - 芒果館              | 少年的奇幻之旅3.0                      |
| 64   | 2025年4月13日 (加場)     | 長沙                           | 湖南國際會展中心 - 芒果館              | 少年的奇幻之旅3.0                      |
| 65   | 2025年4月19日            | 福州                           | 福州海峽奧體中心綜合館                 | 少年的奇幻之旅3.0                      |
| 66   | 2025年4月20日 (加場)     | 福州                           | 福州海峽奧體中心綜合館                 | 少年的奇幻之旅3.0                      |
| 67   | 2025年5月2日 (加場)      | 澳門                           | 銀河綜藝館                             | 少年俠客                               |
| 68   | 2025年5月3日             | 澳門                           | 銀河綜藝館                             | 少年俠客                               |
| 69   | 2025年5月10日            | 印尼萬隆                       | Sentul International Convention Center | 少年的奇幻之旅                         |
| 70   | 2025年5月17日            | 哈爾濱                         | 哈爾濱國際會展中心體育館               | 少年的奇幻之旅3.0                      |
| 71   | 2025年5月18日 (加場)     | 哈爾濱                         | 哈爾濱國際會展中心體育館               | 少年的奇幻之旅3.0                      |
| 72   | 2025年5月31日            | 紹興                           | 紹興奧體中心阿里巴巴文娛體育館         | 少年的奇幻之旅3.0                      |
| 73   | 2025年6月1日 (加場)      | 紹興                           | 紹興奧體中心阿里巴巴文娛體育館         | 少年的奇幻之旅3.0                      |
| 74   | 2025年6月7日             | 澳洲悉尼                       | Qudos Bank Arena Sydney                | 少年的奇幻之旅                         |
| 75   | 2025年6月10日            | 澳洲墨爾本                     | Rod Laver Arena Melbourne              | 少年的奇幻之旅                         |
| 76   | 2025年6月15日            | 新西蘭奧克蘭                   | Spark Arena, Auckland                  | 少年的奇幻之旅                         |
| 77   | 2025年6月21日            | 宜昌                           | 宜昌奧體中心綜合體育館                 | 少年的奇幻之旅3.0                      |
| 78   | 2025年7月19日            | 新加坡                         | 新加坡室內體育館                       | 少年的奇幻之旅3.0                      |
| 79   | 2025年7月26日            | 烏魯木齊                       | 烏魯木齊奧體中心體育館                 | 少年的奇幻之旅3.0                      |
| 80   | 2025年7月27日 (加場)     | 烏魯木齊                       | 烏魯木齊奧體中心體育館                 | 少年的奇幻之旅3.0                      |
| 81   | 2025年8月9日             | 佛山                           | 佛山國際體育文化演藝中心               | 少年的奇幻之旅3.0                      |
| 82   | 2025年8月10日 (加場)     | 佛山                           | 佛山國際體育文化演藝中心               | 少年的奇幻之旅3.0                      |
| 83   | 2025年8月16日            | 貴陽                           | 貴陽國際會議展覽中心                   | 少年的奇幻之旅3.0                      |
| 84   | 2025年8月17日 (加場)     | 貴陽                           | 貴陽國際會議展覽中心                   | 少年的奇幻之旅3.0                      |
| 85   | 2025年8月29日 (二度加場) | 瀋陽                           | 遼寧體育館                             | 少年的奇幻之旅3.0                      |
| 86   | 2025年8月30日            | 瀋陽                           | 遼寧體育館                             | 少年的奇幻之旅3.0                      |
| 87   | 2025年8月31日 (加場)     | 瀋陽                           | 遼寧體育館                             | 少年的奇幻之旅3.0                      |
| 88   | 2025年9月13日            | 臨沂                           | 臨沂奧體公園體育館                     | 少年的奇幻之旅3.0                      |
| 89   | 2025年9月14日 (加場)     | 臨沂                           | 臨沂奧體公園體育館                     | 少年的奇幻之旅3.0                      |
| 90   | 2025年9月20日            | 台北                           | 台北小巨蛋                             | 少年的奇幻之旅3.0                      |
| 91   | 2025年9月21日 (加場)     | 台北                           | 台北小巨蛋                             | 少年的奇幻之旅3.0                      |
| 92   | 2025年10月4日            | 大同                           | 大同市體育中心體育館                   | 少年的奇幻之旅3.0                      |
| 93   | 2025年10月18日           | 馬來西亞吉隆坡                 | 亚通体育馆                             | 少年的奇幻之旅3.0                      |
| 94   | 2025年10月25日           | 昆明                           | 昆明滇池國際會展中心7號館              | 少年的奇幻之旅3.0                      |
| 95   | 2025年11月29日           | 高雄                           | 高雄巨蛋                               | 少年的奇幻之旅3.0                      |
| 96   | 2025年12月6日            | 汕頭                           | 汕頭體育中心體育館                     | 少年的奇幻之旅3.0                      |

## 少年俠客(澳門站2025)曲目
- Part 1：俠客行
- 1.俠客行
- 2.男兒當自強 (粵)
- 3.滄海一聲笑 (粵)
- 4.凡人歌
- 5.鬼迷心竅
- 6.愛江山更愛美人
- 7.難念的經 (粵)
- 8.刀劍如夢
- 9.天下有情人
- Band Performance
- Part 2：少年遊
- 10.你現在還好嗎
- 11.飛飛飛飛飛
- 12.風雨無阻
- 13.愛相隨
- 14.其實不想走
- 15.雪中火 (粵)
- 16.濃情化不開 (粵)
- 17.有沒有一首歌會讓你想起我
- Part 3 ：華健自己點唱
- 18.雨人
- 19.有故事的人 (May 2nd)/*24.浪子心聲 (粵) (May 3rd)
- 20.風繼續吹 (粵)
- 21.領悟
- 22.你們
- 23.花心
- 24.讓我歡喜讓我憂
- 25.少年
- Encore
- 26.明天我要嫁給你
- 27.親親我的寶貝
- 28.朋友

## 少年的奇幻之旅3.0 (長沙站)曲目
- Part 1：奇幻之旅
- 1.孤枕難眠
- 2.有没有一首歌會讓你想起我
- 3.愛相隨
- 4.其實不想走
- 5.擺渡人的歌
- 6.漂洋過海來看你
- 7.飛飛飛飛飛
- 8.風雨無阻
- Part 2：江湖冒險
- 9.鬼迷心竅
- 10.愛江山更愛美人
- 11.難念的經 (粵)
- 12.刀劍如夢
- 13.天下有情人
- 14.怕黑
- Part 3：結伴同行
- 15.沿途有你 (粵) +若不是因為你
- 16.濃情化不開 (粵)
- 17.傷心的歌
- 18.有故事的人
- 19.雨人
- 20.那女孩對我說
- 21.領悟
- 22.花心
- 23.讓我歡喜讓我憂
- 24.少年
- Encore
- 25.明天我要嫁給你
- 26.花旦
- 27.我是真的付出我的愛 (12/4) / 你們 (13/4)
- 28.朋友

## 少年俠客(廣州站)曲目
- Part 1：俠客行
- 1.俠客行
- 2.男兒當自強 (粵)
- 3.滄海一聲笑 (粵)
- 4.凡人歌
- 5.上上籤
- 6.鬼迷心竅
- 7.愛江山更愛美人
- 8.難念的經 (粵)
- 9.刀劍如夢 + 刀劍若夢 (粵)
- 10.天下有情人 + 神話情話 (粵)
- Band Performance
- Part 2：少年遊
- 11.有沒有一首歌會讓你想起我
- 12.飛飛飛飛飛
- 13.我吃故我在
- 14.風雨無阻
- 15.愛相隨
- 16.其實不想走
- 17.雪中火 (粵)
- 18.濃情化不開 (粵)
- 19.花心
- 20.讓我歡喜讓我憂
- 21.不願一個人+我不願讓你一個人
- 22.孤枕難眠
- 23.有故事的人
- 24.浪子心聲 (粵)
- 25.少年
- Encore
- 26.沿途有你 (粵)
- 27.明天我要嫁給你 (Chorus部份)
- 28.親親我的寶貝
- 29.朋友
- 30.我站在全世界的屋頂

## 少年俠客(上海站)曲目
- Part 1：俠客行
- 1.俠客行
- 2.男兒當自強 (粵)
- 3.滄海一聲笑 (粵)
- 4.凡人歌
- 5.江湖笑
- 6.愛江山更愛美人
- 7.上上籤
- 8.紅塵客棧
- 9.難念的經 (粵)
- 10.刀劍如夢
- Band Performance
- Part 2：少年遊
- 11.我把人生唱成一首給你的歌
- 12.飛飛飛飛飛
- 13.我吃故我在
- 14.風雨無阻
- 15.愛相隨
- 16.其實不想走
- 17.潮
- 18.在世界毀滅之前
- 19.花心
- 20.讓我歡喜讓我憂
- 21.不願一個人+我不願讓你一個人
- 22.孤枕難眠
- 23.有故事的人
- 24.少年
- Encore
- 25.你現在還好嗎
- 26.明天我要嫁給你
- 27.朋友
- 28.我站在全世界的屋頂

## 少年的奇幻之旅(澳門站2024)曲目
- 1.孤枕難眠
- 2.有沒有一首歌會讓你想起我
- 3.愛相隨
- 4.其實不想走
- 5.凡人歌
- 6.難念的經（粵）
- 7.刀劍如夢
- 8.飛飛飛飛飛
- 9.我吃故我在
- 10.風雨無阻
- 11.上上籤
- 12.天下有情人（獨唱版）
- 13.愛江山更愛美人
- 14.花心
- 15.讓我歡喜讓我憂
- 16.浪子心聲 （粵）
- 17.少年
- Encore
- 18.明天我要嫁給你
- 19.親親我的寶貝
- 20.朋友

## 陽光依舊燦爛 Wakin Together (Pechanga站)曲目
- 1.風雨無阻
- 2.愛相隨
- 3.孤枕難眠
- 4.在雲端
- 5.飛飛飛飛飛
- 6.飄洋過海来看你
- 7.那女孩對我說
- 8.月滿
- 9.濃情化不開
- 10.天涯歌女
- 11.啼笑姻緣
- 12.甜蜜蜜
- 13.浪子心聲
- 14.台大補習班廣告歌
- 15.This Old Guitar
- 16.Norwegian Wood
- 17.少年
- 18.我把人生唱成一首給你的歌
- 19.風笑痴
- 20.難念的經
- 21.刀劍如夢
- 22.雨人
- 23.朋友
- 24.讓我歡喜讓我憂
- 25.有没有一首歌會讓你想起我
- Encore
- 26.其實不想走
- 27.花心

## 華健擺攤Bide Time：今夜沒朋友曲目
- 1.Danny's Song
- 2.弗洛伊德惹的禍
- 3.在世界毁滅之前
- 4.飛飛飛飛飛
- 5.張三的歌
- 6. Norwegian Wood
- 7.我吃故我在
- 8.風雨無阻
- Instruments performance
- 9.潑墨
- 10.風笑痴
- 特別嘉賓 - 屠穎
- 11.少年
- 12.往台北的夜行客車
- 13.花心
- 點歌環節
- 14.傷心的歌
- 15.明天我要嫁給你
- 16.愛相隨
- 17.擺渡人的歌
- 18.花旦